# Raïka Hazanavicius
Pour les articles homonymes, voir Hazanavicius.
Raïka Hazanavicius est une actrice française née le 13 janvier 1999 à Paris.

## Biographie
Elle est la fille de l'actrice Julie Mauduech et de l'acteur Serge Hazanavicius, la nièce du réalisateur Michel Hazanavicius et la demi-sœur de Carmen Kassovitz et de Mitty Hazanavicius.
Elle s'est formée au métier de comédienne au sein du Method Acting Center de Paris.
Elle a vécu en Martinique à La Trinité. Elle a étudié à l'école primaire Plateau-Didier.

## Carrière
Elle commence sa carrière en 2019 dans la série Les Bracelets rouges.
Elle se fait connaitre à partir de 2022, d'une part pour son rôle-titre dans la mini-série Les 7 Vies de Léa produite et diffusée par Netflix, et d'autre part en étant à l'affiche du film Coupez ! présenté en ouverture du festival de Cannes 2022, réalisé par son oncle Michel Hazanavicius.

## Filmographie

### Cinéma

#### Longs métrages
- 2022 : Coupez ! de Michel Hazanavicius : Manon, l'assistante caméra
- 2025 : Plus forts que le diable de Graham Guit
- 2025 : La Venue de l'avenir de Cédric Klapisch : Rose

#### Courts métrages
- 2022 : Un dernier été de Xavier Lacaille
- 2023 : En attendant que mes larmes viennent de Luana Bajrami et Simone Hazanavicius
- 2024 : Montsouris de Guil Sela : la voleuse
- 2025 : Le Ugly Ratz d'Adrian Varon : Edith

### Télévision

#### Séries télévisées
- 2019 : Les Bracelets rouges : Laura
- 2022 : Les 7 Vies de Léa : Léa
- 2022 : Des gens bien ordinaires (série télévisée) : Isaure
- 2024 : Nudes : Capucine (épisodes 1, 2, 3, 4)
- 2024 : Une amitié dangereuse : Elen du Latz
- 2025 : Malditos : Leti

#### Téléfilms
- 2024 : Les Bois assassins d'Anne Fassio : Maya, la « fille des bois »